# 吉田陽子
吉田 陽子（よしだ ようこ、1964年8月17日 - ）は、日本の女優、声優。神奈川県出身。劇団民藝所属。旧芸名は千島 楊子（ちしま ようこ）。

## 出演作品

### 吹き替え
- アイス・ハーヴェスト 氷の収穫（レナタ）
- ER緊急救命室
  - シーズンⅩ #6（デニー〈アリソン・スミス〉）
  - シーズンⅩⅢ #17（デビン・パクソン〈アニー・フィッツジェラルド〉）
- ヴァン・ヘルシング
- 華麗なるペテン師たち
- コールドケース
- こわれゆく世界の中で（ローズマリー）
- ザ・ユニット 米軍極秘部隊（ティフィー・ゲルハルト）
- シャンプー台のむこうに
- ジョニー・イングリッシュ
- スケルトン・キー（キャロライン）
- スパイ・バウンド
- ゾウズ・フー・キル3 殺意の深層
- ダイヤルM（ラケル〈サリタ・チョウドリー〉）
- D-TOX
- デスパレートな妻たち
- トゥルー・コーリング（キャリー・アレン）
- 犯罪捜査官ネイビーファイル（ローレン・シンガー海軍大尉）
- ビッグママ・ハウス2（コンスタンス）
- WHO AM I?（オオサト・ユキ）
- ブギーナイツ（ジェシー・ヴィンセント）
- ボードウォーク・エンパイア 欲望の街（ジリアン・ダーモディ）
- 名探偵ポワロ 青列車の秘密（ルース（ジエイミー・マリー））
- ROME［ローマ］（ニオベ）
- ワールド・トレード・センター（アリソン・ヒメノ）
- ワイルド・アット・ハート（ルーラ）
- 私の頭の中の消しゴム

### 舞台
- 黄金バット伝説
- osanbaカメちゃん
- 湧きいずる水は
- どろんどろん
- 海霧
- グレイクリスマス
- ある八重子物語